# Карлос Гардел
Карлос Гардел (на испански: Carlos Gardel) е аржентински певец, композитор и актьор.
Произходът му е спорен. Роден е или в Такуарембо, Уругвай, или в Тулуза, Франция, но израства в Буенос Айрес. Той е сред най-популярните изпълнители на танго. Загива при самолетна катастрофа в разцвета на кариерата си.
Гардел участва и в няколко филма, а заедно със своя сътрудник поета Алфредо Ле Пера е автор на класически танга като Mi Buenos Aires Querido, Volver, Por una cabeza.